# 哈蘭公爵貝蒂爾王子
貝蒂爾親王（瑞典語：Prins Bertil，1912年2月28日—1997年1月5日），全名貝蒂爾·古斯塔夫·奧斯卡·卡爾·歐根（瑞典語：Bertil Gustaf Oskar Carl Eugén），瑞典王子、哈蘭公爵，為瑞典國王古斯塔夫六世·阿道夫的三子。

## 王位繼承問題
貝蒂爾親王的長兄王儲古斯塔夫·阿道夫親王於1947年去世時，只遺下一個不足1歲的兒子，而國王其他兒子都因繼承法不承認的婚姻而喪失王位繼承權，故此貝蒂爾很有可能繼承王位。因此，貝蒂爾親王為免喪失繼承權，一直沒有跟其戀人——英國威爾斯出身的莉莲·梅·戴维斯成婚，兩人係於其擔任瑞典駐英國大使館海軍武官任內邂逅。瑞典王室雖沒有公開承認達維斯，但一直視他為王室的一分子。然而，古斯塔夫六世·阿道夫國王在1950年67歲時即位後卻長期在位，直到1973年去世時，貝蒂爾的姪子卡爾·古斯塔夫王子已經成年，可以繼承王位。
新國王在1973年繼位後，改革王位繼承法，跟德國平民希爾維亞·蕾娜特·索梅爾拉特結婚，之後也認可了貝蒂爾親王和莉莲的婚姻。二人的婚禮於1976年12月7日在卓寧霍姆舉行。貝蒂爾親王仍為王位的推定继承人，繼續履行國王副手的職責，直至卡爾·菲利普王子在1979年出生為止。莉莲·梅·戴维斯現行的封號為“莉莲王妃”、“哈蘭公爵夫人”，為瑞典王室成員。
瑞典於1980年修改《繼承法》，限制只有卡爾十六世·古斯塔夫和後裔才有權登上王位；然而，根據繼承法附件，貝蒂爾親王成為王位第三繼承人（排在維多利亞公主、卡爾·菲利普王子之後），馬德琳公主於1982年出生後，貝蒂爾親王成為王位第四繼承人。
1983年，貝蒂爾親王獲皇家工學院頒授工程學榮譽博士學位。